# Lophosmilia
Lophosmilia is een uitgestorven geslacht van neteldieren uit de klasse van de Anthozoa (bloemdieren).

## Soort
- Lophosmilia cenomana (Michelin, 1845)  †